# Antonio Buzzolla
Antonio Buzzolla (2 mars 1815 - 20 mars 1871) est un compositeur et un chef d'orchestre italien.

## Biographie
Né à Adria, Antonio Buzzolla étudie à Venise d'abord avec son père qui était chef d'orchestre, puis à Naples où il a eu comme maîtres Gaetano Donizetti et Saverio Mercadante. Il a composé cinq opéras, mais était plus connu à son époque pour ses ariettes et ses canzonettas en vénitien. 
En 1843 et 1844, il a été Kapellmeister à l'opéra italien de Berlin. En 1855 il est nommé maestro di cappella de la Basilique Saint-Marc, à Venise, à la tête de la Cappella Marciana. 
Antonio Buzzolla est l'un des compositeurs invités par Giuseppe Verdi pour contribuer à la Messa per Rossini; il a écrit le premier mouvement, le Requiem e Kyrie. Il est mort à Venise en 1871.

## Œuvres
- Ferramondo (Venise, le 3 décembre 1836)
- Il mastino (Venise, le 31 mai 1841)
- Gli Avventurieri (Venise, le 14 mai 1842)
- Amleto (Venise, le 24 février 1848)
- Elisabeto di Valois (livret de Francesco Maria Piave, Venise, le 16 février 1850)
- La Puta onorata, opéra en dialecte vénitien inachevé
- Requiem e Kyrie de la Messa per Rossini
- musique sacrée composée pour la Basilique Saint-Marc